# Amal Fathy
Amal Fathy (nacida Amal Fathy Ahmad Abdeltawab; 1 de septiembre de 1984) es una activista egipcia por la democracia y defensora de los derechos humanos. Es una ex activista del Movimiento Juvenil 6 de Abril y es miembro de la Comisión Egipcia para los Derechos y Libertades. Aún sigue bajo arresto domiciliario por las autoridades egipcias desde enero de 2019 por denunciar el acoso sexual en Egipto.

## Biografía
Amal nació y creció en El Cairo, Egipto, y  estudió en la Universidad de El Cairo. Antes de licenciarse, se unió al Movimiento Juvenil Egipcio 6 de Abril y se involucró en la promoción de cambios democráticos en Egipto. Después del golpe de Estado egipcio de 2013 y la masacre de Rabaa en agosto de 2013, abandonó la política y se limitó a ser observadora distante y comentarista en línea. Conoció a su marido Mohamed Lotfy, cofundador de la  la comisión de Derechos y Libertades Egipcios, el ECRF, en El Cairo y se casó con él en 2014. Tras casarse, se centró en su pequeña familia y dio a luz a Zidane en agosto de 2015. Mientras, ella se ocupaba principalmente de su hijo recién nacido, su marido Mohamed Lotfy, de nacionalidad egipcio-suiza, estaba ampliando la organización, la comisión de Derechos y Libertades Egipcios, el ECRF, hasta convertirlo en una de las organizaciones de derechos humanos más importantes del país. En junio de 2015 se le prohibió viajar a Alemania y en el aeropuerto de El Cairo le confiscaron el pasaporte egipcio. Iba a Alemania para participar en un debate en el Bundestag, sobre la visita del general Sisi a Berlín.

## Arresto

### Antecedentes
En enero de 2016, un joven investigador italiano, Giulio Regeni, fue secuestrado, torturado, asesinado y su cuerpo fue hallado en las afueras de El Cairo el 3 de febrero del mismo año.  Los abogados del ECRF Lawyers se convirtió oficialmente en sus abogados de familia en Egipto y  en estrecha colaboración con el abogado de familia del desaparecido en Italia. Se intensificaron el acoso y la intimidación contra el ECRF y Mohamed Lotfy. El 8 de abril de 2016, el primer ministro italiano Paolo Gentiloni llamó al embajador de Italia en El Cairo protestando por la falta de avances en la investigación de las autoridades egipcias sobre la tortura y el asesinato de Giulio Regeni. Dos semanas después, Ahmed Abdallah, presidente de la junta directiva del ECRF, fue arrestado en su casa en El Cairo el 25 de abril de 2016. Fue liberado seis meses sólo después de un intercambio de visitas entre los equipos de procuradores egipcios e italianos que trabajaban en el caso de Giulio Regeni.
Mientras continúa la búsqueda de la verdad y la justicia para Giulio Regeni, se han realizado serios esfuerzos para volver a la "normalidad" y dar una falsa impresión a los italianos, a los egipcios y al mundo exterior general de que  es un caso cerrado. El embajador italiano fue enviado de regreso a Egipto en septiembre de 2017, en contra de lo que abogaban todas las organizaciones de derechos humanos, incluida Amnistía Internacional-Italia. Sin embargo, ante la insistencia de los equipos jurídicos de Egipto e Italia, el fiscal general egipcio aceptó entregar miles de documentos de investigación a los abogados del ECRF y a su abogado italiano en Génova. Estos fueron traducidos al italiano y analizados por los equipos legales de la familia de Regeni.

### Vídeo en Facebook y arresto
En mayo de 2018, la cooperación entre los equipos legales de ambos países se intensificó con largas llamadas telefónicas para definir la estrategia a seguir. El 9 de mayo, Amal Fathy publicó un vídeo en su página de Facebook en el que hablaba sobre la prevalencia del acoso sexual en Egipto y criticaba la falta de protección del gobierno a las mujeres. También criticó al gobierno por el deterioro de los derechos humanos, las condiciones socioeconómicas y los servicios públicos. Amnistía Internacional examinó el vídeo de 12 minutos y concluyó que no contiene incitación a la violencia de ningún tipo y, como tal, estaba protegido por la libertad de expresión. El 11 de mayo de 2018, alrededor de las 2:30 a. m., las fuerzas de seguridad egipcias allanaron la casa de Amal Fathy y Mohamed Lotfy en Maadi, en El Cairo. Los llevaron a ambos a la comisaría, junto con su hijo de tres años. Mohamed Lotfy fue puesto en libertad con su pequeño hijo, mientras que Amal Fathy permaneció detenida.
El 29 de septiembre de 2018, cuando Amal Fathy ya había pasado 141 días en prisión tras ser detenida arbitrariamente por publicar un vídeo en Facebook fue condenada a dos años de prisión con una fianza de 20.000 EGP (1.120 dólares estadounidenses) para suspender temporalmente la sentencia  y fue penalizada una multa de 10.000 EGP (560 dólares estadounidenses). El 30 de septiembre de 2018 apeló el caso y pagó la fianza. La primera audiencia de apelación fue programada para el 25 de octubre de 2018. Las mujeres egipcias son particularmente vulnerables a la violencia en el espacio público: el 99,3% de las mujeres y niñas denuncian algún tipo de acoso y agresión sexual a lo largo de su vida.
Desde que Fathy salió de la cárcel en 2019  permanece bajo arresto domiciliario.